# Pół wieku poezji później
Pół wieku poezji później – polski film fantasy z 2019 roku osadzony w świecie wiedźmińskim w reżyserii Jakuba Nurzyńskiego. Został udostępniony za darmo w serwisie YouTube. 

## Fabuła
Ze szkoły czarodziejek Aretuzy ucieka Ornella, podejrzewana o odnalezienie Księgi Alzura. W pościg rusza Triss Merigold, z pomocą ma jej przyjść bard Jaskier. Jej losy krzyżują się z Lambertem — ostatnim wiedźminem na świecie — który szuka zemsty na Agaiusie, odpowiedzialnym za krwawy atak na Kaer Morhen.

## Obsada
- Mariusz Drężek jako Lambert
- Magdalena Różańska jako Triss Merigold
- Zbigniew Zamachowski jako Jaskier
- Marcin Bubółka jako Julian
- Kamila Kamińska jako Ornella Vigo
- Bartosz Wesołowski jako Boguch
- Janusz Szpiglewski jako Agaius
- Andrzej Strzelecki jako sołtys Włościbyt[1]
- Marta Wągrocka jako Filippa